# Ciîstopillea, Tokmak
Ciîstopillea (în ucraineană Чистопілля, în germană Tiefenbrunn) este un sat în comuna Nove din raionul Tokmak, regiunea Zaporijjea, Ucraina. Satul a fost locuit de germanii pontici. Aceștia erau luterani, proveneau din Baden și au fondat satul în 1822.

## Demografie
Componența lingvistică a localității Ciîstopillea
     Ucraineană (77,78%)
     Rusă (22,02%)
Conform recensământului din 2001, majoritatea populației localității Ciîstopillea era vorbitoare de ucraineană (77,78%), existând în minoritate și vorbitori de rusă (22,02%).